# 색 이론
색 이론 또는 색상 이론(Color theory)은 시각 예술에서 색의 혼합과 특정 색상 조합의 시각 효과에 대한 실질적인 지침의 본체이다. 색상환과 해당 기하학을 기반으로 하는 색상 용어는 색상을 기본 색상, 보조 색상 및 3차 색상으로 구분한다. 색 이론에 대한 이해는 고대로 거슬러 올라간다. 아리스토텔레스(d. 322 BCE)와 클라우디오스 프톨레마이오스(d. 168 CE)는 이미 다른 색상을 혼합하여 어떤 색상이 생성될 수 있는지, 그리고 어떻게 색상이 생성될 수 있는지 논의했다. 색상에 대한 빛의 영향은 킨디(d. 873)와 이븐 알하이삼(d.1039)에 의해 조사되고 추가로 밝혀졌다. 이븐 시나(d. 1037), 나시르 알딘 알투시(d. 1274) 및 로버트 그로스테스트(d. 1253)는 아리스토텔레스의 가르침과는 반대로 검정색에서 흰색으로 가는 데 여러 가지 색상 경로가 있음을 발견했다. 색 이론 원리에 대한 보다 현대적인 접근 방식은 레온 바티스타 알베르티(c. 1435)의 글과 레오나르도 다 빈치(c. 1490)의 노트에서 찾을 수 있다. "색 이론"의 공식화는 18세기에 처음으로 아이작 뉴턴의 색상 이론(Opticks, 1704)과 원색의 본질에 대한 당파적 논쟁에서 시작되었다. 여기서 측색법과 비전 과학에 대한 피상적인 언급만을 가지고 독립적인 예술적 전통으로 발전했다.

## 같이 보기
- 색 관리
- HSL과 HSV
- 가시광선